# Richterago
Richterago  es un género  de plantas con flores pertenecientes a la familia de las asteráceas.  Comprende 18 especies descritas y de estas, solo 6 aceptadas.

## Taxonomía
El género fue descrito por Carl Ernst Otto Kuntze y publicado en Revisio Generum Plantarum 1: 360. 1891.

## Especies
A continuación se brinda un listado de las especies del género Richterago aceptadas hasta julio de 2012, ordenadas alfabéticamente. Para cada una se indica el nombre binomial seguido del autor, abreviado según las convenciones y usos.
- Richterago angustifolia (Gardner) Roque
- Richterago arenaria (Baker) Roque
- Richterago hatschbachii (Zardini) Roque
- Richterago polymorpha (Less.) Roque
- Richterago polyphylla (Baker ex Baker) Ferreyra
- Richterago stenophylla (Cabrera) Roque